# Ezio Levi
Ezio Levi (* 19. Juli 1884 in Mantua; † 28. März 1941 in Boston) war ein italienischer Romanist, Italianist, Hispanist, Mediävist und Jazzmusiker.

## Leben und Werk
Levi entstammte einer sephardischen Familie aus Ferrara. Er studierte an der Universität Pavia (Abschluss 1906), dann in Florenz bei Pio Rajna und Alessandro D’Ancona. Er war zuerst Gymnasiallehrer in Lucera und Neapel. 1921 heiratete er eine Nichte seines Lehrers D’Ancona und nannte sich von da ab Levi D’Ancona. Von 1922 bis 1925 besetzte er einen Lehrstuhl in Palermo, ab 1925 den Lehrstuhl für Romanische Philologie in Neapel. Die von Benito Mussolini 1938 erlassenen italienischen Rassengesetze zwangen ihn zur Auswanderung in die Vereinigten Staaten. Ab 1940 lehrte er am Wellesley College.
Ezio Levi war daneben Jazzpianist und spielte eine Rolle für die Durchsetzung des Jazz in Italien (gegen den Widerstand der Faschisten), u. a. als Mitverfasser der ersten italienischen Einführung in die Jazzmusik.
Ezio Levi war der Vater der Kunsthistorikerin Mirella Levi D’Ancona (1919–2014).

## Werke
- Francesco di Vannozzo e la lirica nelle corti lombarde durante la seconda metà del secolo XIV, Florenz 1908
- Antonio e Nicolò da Ferrara, poeti e uomini di corte del Trecento, Ferrara 1909
- (Hrsg.) Fiore di leggende. Cantari antichi. Serie prima. Cantari leggendari, Bari 1914
- I cantari leggendari del popolo italiano nei secoli XIV e XV, Turin 1914
- II Principe Don Carlos nella leggenda e nella poesia, Pavia 1914, Rom 1924
- Poesia di popolo e poesia di corte nel Trecento, Livorno 1915, Bologna 1971, Paris 1976
- (Hrsg.) Il libro dei cinquanta miracoli della Vergine, Bologna 1917
- Il canzoniere di Maestro Antonio da Ferrara, Firenze 1918
- I lais brettoni e la leggenda di Tristano, Perugia 1918
- Piccarda e Gentucca. Studi e ricerche dantesche, Bologna 1921
- (Hrsg.) I Poeti antichi lombardi, Mailand 1921, Bologna 1979
- Studi sulle opere di Maria di Francia, Florenz 1922
- Nella letteratura spagnola contemporanea. Saggi, Florenz 1922
- L'unita del mondo latino, Rom 1926
- (mit Ettore Gàbrici) Uguccione da Lodi e i primordi della poesia italiana, Venedig 1928
- I catalani in Italia al tramonto del medio evo, Palma, 1929.
- Lo Steri di Palermo e le sue pitture, Rom 1932, Palermo 2003
- Motivos hispánicos, Florenz 1933 (Vorwort von  Ramón Menéndez Pidal)
- Vite romantiche, Neapel 1934
- Lope de Vega e l’Italia, Florenz 1935 (Vorwort von Luigi Pirandello)
- Cinque studi sull’Ariosto, Neapel 1938

### Jazz
- (mit Gian Carlo Testoni, 1912–1965) Introduzione alla vera musica di jazz, Mailand 1938